# 69 (postura sexual)

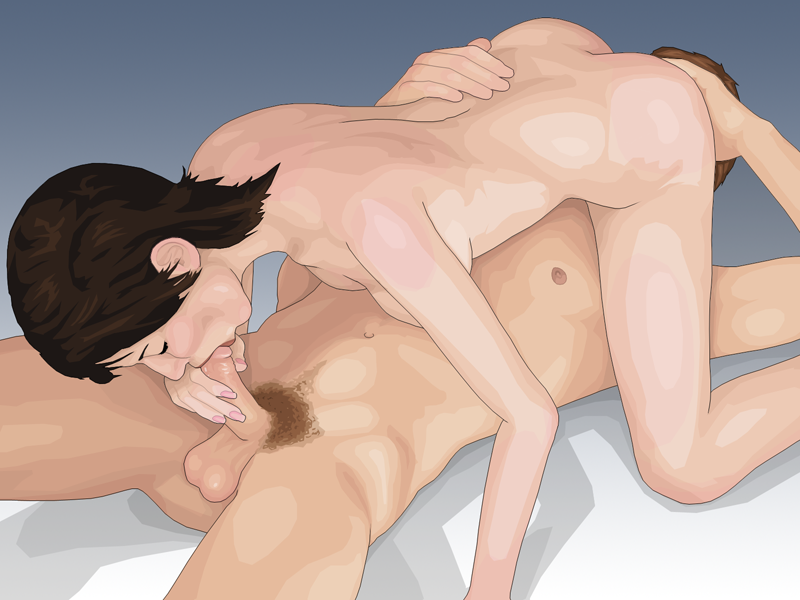
Mujer y hombre practicando un 69

El 69 es una postura sexual que permite la práctica del sexo oral mutuo de modo simultáneo. Para alcanzar esta postura, normalmente los dos individuos se postran sobre una superficie, uno sobre el otro. Sin embargo, en lugar de situarse cara a cara, cada uno ubica su cabeza frente a los genitales del contrario, permitiendo de ese modo que puedan ser estimulados al mismo tiempo.
Esta posición es precisamente una variante en el Kama Sutra. Hay variantes, una de ellas de pie en la que el hombre asume el esfuerzo y carga sobre sí a la mujer, quien en posición invertida al hombre solo será sostenida por sus piernas. Esta postura puede llegar a ser más motivadora que la tradicional 69 en el piso o en la cama.

## Técnica
La postura adoptada es bastante versátil, pues no solo se puede realizar sexo oral simultáneo: felación y cunnilingus sino que puede ser alternado con técnicas masturbatorias, que pueden ser sobre los genitales o también juegos anales. A menudo es una postura que se utiliza en el juego previo a la penetración, pero si las personas que participan ofrecen la estimulación apropiada puede resultar muy placentera pudiendo conducir al orgasmo.

## Origen etimológico
El nombre viene del hecho de que los números 6 y 9 son el mismo carácter pero girado 180°.